# Carbona
Carbona est un groupe brésilien de punk rock et bubblegum pop, originaire de Rio de Janeiro. Il est d'abord composé de Henrique Badke (chant et guitare), Melvin (basse) et Pedro Roberto (batterie), avant d'être rejoint en 2008 par le guitariste Bjorn Hovland.
Il est considéré par la presse comme l'un des groupes les plus importants de la scène bubblegum rock et underground brésilienne,. En 2006, il compte 400 shows à travers le Brésil et sept premiers albums.

## Histoire

### Débuts et succès
Le groupe est formé en 1997 par Henrique Badke, Melvin Ribeiro et Pedro Roberto, inspirés par les groupes de punk rock Ramones, Screeching Weasel et The Queers. Henrique déclare que le nom du groupe venait du morceau Carbona Not Glue des Ramones. La même année, ils enregistrent une démo intitulée Norma Jean et, après l'avoir envoyée à plusieurs labels dans le monde, ils obtiennent un contrat avec un label discographique indépendant canadien appelé AMP Records. Composant et enregistrant d'abord en anglais, ils sortent cette année-là leur premier album intitulé Go Carbona Go !!! et entament peu après une tournée de 15 concerts aux États-Unis et au Canada pour promouvoir l'album, se produisant aux côtés de groupes tels que Marky Ramone and Intruders, Chixdiggit et Groovie Ghoulies,.
André Tauil pense qu'il est temps pour le groupe de sortir son deuxième album et ils signent avec son label, Thirteen Records. Ils commencent alors à composer et à enregistrer l'album, qui est produit par le producteur américain Stanley Zvaig, qui avait travaillé sur le premier album du groupe et qui finit par sortir Back to Basics plus tard dans l'année. Le lancement de l'album a lieu lors d'un concert dans la discothèque Hangar 110 à São Paulo, où ils jouent avec les plus grands groupes de la scène indépendante de l'époque (Zumbis do Espaço, Blind Pigs et Holly Tree) et atteignent la capacité maximale de la salle. Ils participent également à la troisième édition du festival Bananada, qui a lieu à Goiânia le 25 mai 2001. Après le succès de l'album, ayant conquis une base de fans, ils sortent cinq autres albums jusqu'en 2002, à savoir Straight Out of the Bailey Show, Three Years Fuckin Up Live et A Mighty Panorama of Earth Shaking Rock and Roll.
Après cinq albums en anglais, le groupe décide de sortir son premier en portugais, reprenant des morceaux composés avant même le début de Carbona. Le groupe commence alors à produire l'album suivant et joue avec une force très similaire à celle qu'ils avaient au début du groupe. Le lieu d'enregistrement choisi est l'Estúdio Casa Três, et ils finissent par enregistrer l'album deux fois, car le groupe craint que le nouveau matériel ne soit pas bien accueilli par le public. Les fichiers des répétitions et les enregistrements live de l'album sont disponibles sur Internet. Taito Não Engole Fichas sort en 2003, accompagné de deux singles virtuels, qui sont soutenus par le public. Un clip est réalisé pour le morceau Fliperama, qui est resté en rotation sur MTV Brésil pendant 13 semaines, et le groupe a également fait la promotion de l'album dans l'émission de télévision Gordo a Go-Go et sur Rádio Brasil 2000,,.
Pour promouvoir l'album, le groupe entame la tournée Chicletour I, dont le concert de lancement a lieu le 15 février 2003 à la discothèque Meli Melo de Rio de Janeiro, aux côtés d'autres groupes de la scène punk de São Paulo tels que Street Bulldogs et Zumbis do Espaço. Près de 600 personnes assistent au concert. Ils se produisent dans tout le sud et le sud-est du Brésil, et ont l'occasion de se produire dans des festivals importants à l'époque, comme Porão do Rock à Brasilia, où ils jouent devant plus de 40 000 personnes, aux côtés de Rumbora (pt) et Marcelo D2, et d'autres groupes comme Abril Pro Rock et Humaita Pra Peixe,,. L'album finit par être un grand succès commercial et critique indépendant, se vendant à 5 000 exemplaires et devenant le plus grand album de la carrière de Carbona jusqu'à ce moment-là. L'album remporte le Dynamite Award du « meilleur album de punk hardcore de 2003 » et des morceaux comme Meu Primeiro All-Star, 1001 Doses (Até Você Voltar) et O mundo sem Joe se popularisent auprès du public.
Le bon accueil réservé à Taito Não Engole Fichas encourage le groupe à réaliser d'autres projets en portugais et, après une pause de deux ans, ils commencent à travailler sur leur prochain album en 2005. C'était une tâche ardue que de succéder à l'album primé précédent. Le groupe finit par écrire 19 morceaux et choisit de nouveau Estúdio Casa Três pour les enregistrer. Sur la démo de Cosmicômica, Henrique ressent le besoin de trouver une voix qui ait son propre style.

### Autres albums
Pour célébrer le 20e anniversaire du groupe, le 15 septembre 2017, Carbona publie un EP intitulé Fórmula Mágica, qui célèbre également les débuts du label Morcego Records, dirigé par le vocaliste et guitariste du groupe, Henrique Badke. Le 1er septembre, le titre de l'album sort sur les plateformes numériques. Fórmula Mágica condense tout ce que Carbona fait au cours de ses 20 années d'existence. En combinant des morceaux composés à partir des « leçons apprises en tant qu'étudiants appliqués à la Rock n' Roll High School et l'influence directe des Lookout Bands, avec d'autres morceaux rapides influencés par le punk hardcore des années 1990, nous avons sur ce disque un peu de tout ce que nous avons enregistré et l'énergie et la joie qui nous ont amenés jusqu'ici », explique Henrique à propos de l'EP. La même année, deux compilations Rock 'n' Roll High Skull sortent, conçues et produites par le bassiste Melvin Ribeiro, pour commémorer le 20e anniversaire du groupe.
Le 8 septembre 2018, ils se produisent lors de l'édition 2018 du festival Oxigênio, aux côtés de groupes tels que Dead Fish, Garotos Podres, Os Thompsons, Menores Atos, entre autres. Le 26 avril 2019, le groupe sort son dixième album intitulé Vingue no Ringue chez Morcego Records. Il est enregistré aux Hill Valley Studios à Porto Alegre et produit par Davi Pacote. Lupa Charleaux, de Blog 'n' Roll, commente l'album en ces termes : « Sans détour, les morceaux abordent des sujets qui font déjà partie de l'univers de Carbona : la science-fiction comme métaphore de la vie adulte, la vie compliquée dans la grande ville, les histoires d'amour et les “causos” rockers ». Le morceau Minha Cabeça de l'album sorti comme single en 2020,.

## Discographie

### Albums studio
- 1998 : Go Carbona Go!!!
- 1999 : Back to Basics
- 2000 : Straight Out of the Bailey Show
- 2002 : A Mighty Panorama of Earth Shaking Rock and Roll
- 2003 : Taito Não Engole Fichas
- 2005 : Cosmicômica
- 2006 : Apuros em Cingapura
- 2010 : Dr Fujita Contra a Abominável Mulher Tornado
- 2013 : Panama
- 2019 : Vingue no Ringue